# Дитах
Дитах (нем. Dietach) — коммуна (нем. Gemeinde) в Австрии, в федеральной земле Верхняя Австрия. 
Входит в состав округа Штайр.  Население составляет 2576 человек (на 31 декабря 2005 года). Занимает площадь 21 км². Официальный код  —  41504.

## Политическая ситуация
Бургомистр коммуны — Карл Швайншваллер (АНП) по результатам выборов 2003 года.
Совет представителей коммуны (нем. Gemeinderat) состоит из 25 мест.
- АНП занимает 14 мест.
- СДПА занимает 10 мест.
- АПС занимает 1 место.